# 同志社大学大学院文学研究科
同志社大学大学院文学研究科（どうししゃだいがくだいがくいんぶんがくけんきゅうか、Graduate Schools of Letters）は、同志社大学大学院に設置されている大学院研究科。

## 沿革
学制改編に伴う新制大学院の設置とともに1950年に開設。哲学専攻、英文学専攻、社会福祉学専攻の3専攻の修士課程が開設され、1953年に博士課程哲学及び哲学史専攻が開設される。1955年には文学研究科に博士課程に英文学専攻、文化史学専攻を増設。
1961年には修士課程に心理学専攻を、1962年には修士課程に国文学専攻を増設。1964年には博士課程に心理学専攻、1986年には社会福祉学専攻博士課程（後期）と国文学専攻博士課程（後期）を増設し、社会福祉学専攻修士課程を博士課程（前期）、国文学専攻修士課程を博士課程（前期）と改制。1988年には美学および芸術学専攻修士課程を増設。1993年 4月 文学研究科に教育学専攻修士課程、社会学専攻修士課程を増設。
1996年には美学および芸術学専攻博士課程（後期）を増設し、美学および芸術学専攻修士課程を博士課程（前期）と改制。1997年には社会学専攻博士課程（後期）を増設し、社会学専攻修士課程は博士課程（前期）と改制。 1998年には新聞学専攻博士課程(後期）を増設し、新聞学専攻修士課程を博士前期（前期）と改制。2001年には教育学専攻博士課程(後期）を増設し、教育学専攻修士課程を博士課程（前期）と改制。
2003年には産業関係学専攻修士課程を増設。
2005年度に文学研究科と社会学研究科に分割される。文学研究科には哲学専攻、文化史学専攻、心理学専攻、国文学専攻、美学芸術学専攻と、英文学専攻を名称変更した英文学・英語学専攻に、社会学研究科には社会福祉学専攻、教育学専攻、社会学専攻と、新聞学専攻を名称変更したメディア学専攻、産業関係学専攻（博士課程（後期）も新規増設）に改組・再編する。

## 組織
- 文学研究科には現在、哲学、英文学・英語学、文化史学、国文学、美学芸術学の5専攻が置かれている[2]。
- 各専攻には、博士課程（前期課程、修士）と博士課程（後期課程）がそれぞれ設置されている[2]。